# Stanisław Gębala (1906–1971)

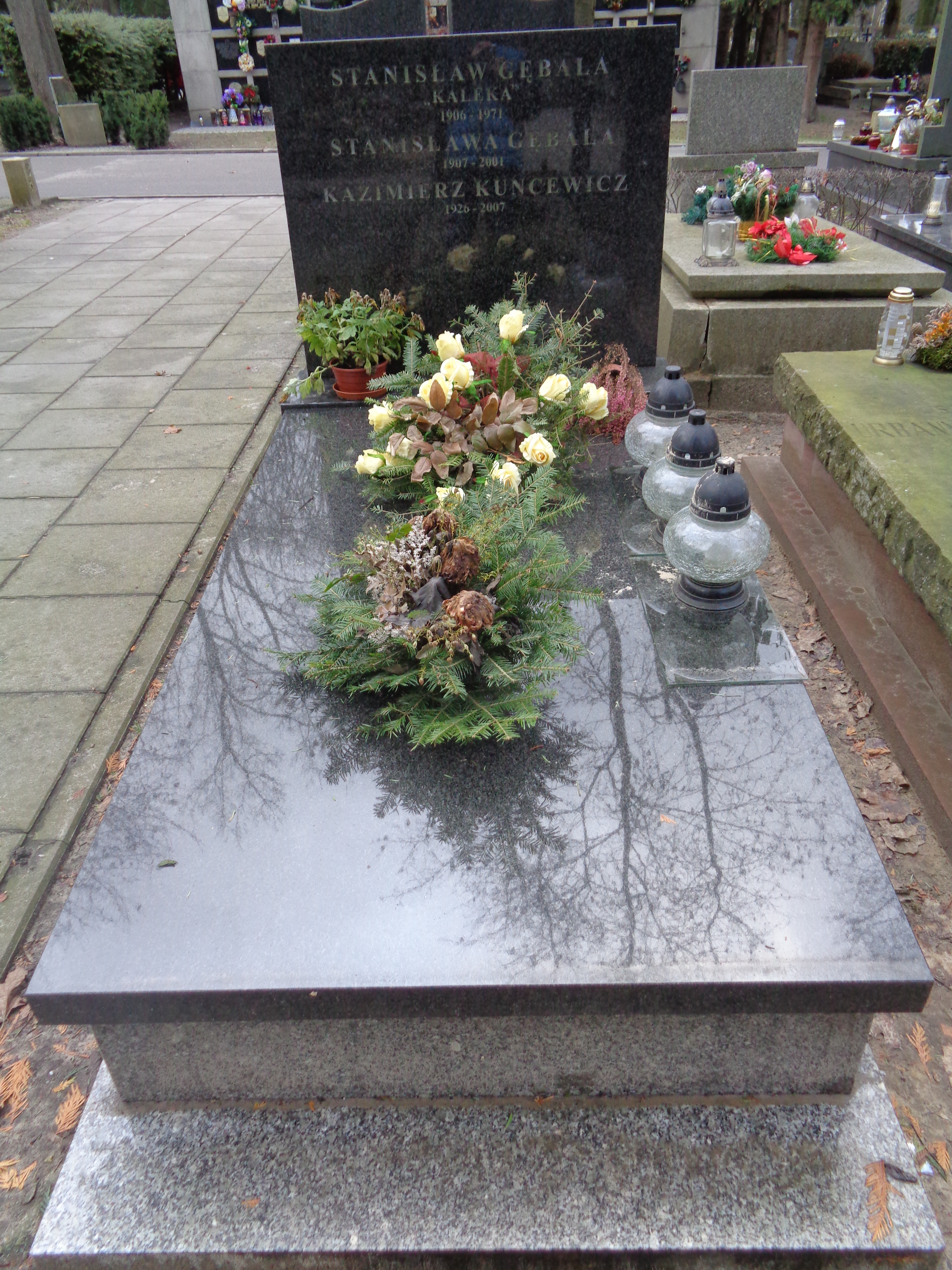
Grób Stanisława Gębali na cmentarzu wojskowym na Powązkach

Stanisław Gębala, pseud. Kaleka (ur. 13 marca 1906 w Suchej, zm. 7 lipca 1971 w Warszawie) – polski działacz komunistyczny, oficer Gwardii Ludowej i Armii Ludowej, funkcjonariusz aparatu bezpieczeństwa PRL w stopniu majora.

## Życiorys
Syn Jakuba i Marii. W maju 1926 został aresztowany za udział w strajku w cementowni w Rejowcu i osadzony w więzieniu w Chełmie. Od 1927 pracował w fabryce wyrobów gumowych w Wolbromiu. W tym czasie powstała w fabryce organizacja Związku Zawodowego Pracowników Przemysłu Chemicznego, z której ramienia Gębala rokrocznie był wybierany delegatem robotniczym. W 1927 został członkiem Międzynarodowej Organizacji Pomocy Rewolucjonistom i w latach 1927–1928 pełnił funkcję jej skarbnika, a następnie wstąpił do Komunistycznej Partii Polski. Zajmował się kolportażem prasy partyjnej, okresowo pełnił także obowiązki sekretarza komórki w Wolbromiu. W 1932 został zwolniony z pracy za działalność komunistyczną. Od tej pory do wybuchu wojny pracował tylko dorywczo. Po rozwiązaniu KPP w 1938 działał w legalnych organizacjach młodzieży socjalistycznej, prowadząc tam działalność kulturalno-oświatową, za co w kwietniu 1939 został aresztowany i osadzony w Berezie Kartuskiej, skąd wydostał się we wrześniu 1939 wskutek zajęcia miasta przez Armię Czerwoną. 
W grudniu 1939 wrócił w rodzinne strony i rozpoczął pracę w fabryce w Wolbromiu. Wkrótce nawiązał kontakty z dawnymi działaczami KPP i wspólnie z nimi utworzył organizację konspiracyjną, która prowadziła nasłuch radiowy i na jego podstawie drukowała i rozpowszechniała ulotki. Na początku 1942 organizacja ta weszła w skład Polskiej Partii Robotniczej i GL. Gębala został szefem sztabu dzielnicowego GL. Aktywność Gębali zwróciła uwagę policji. W związku z tym porzucił pracę zawodową i przeszedł na nielegalny tryb życia. W 1943 został mianowany dowódcą Okręgu Miechowskiego GL i powołany w skład Komitetu Okręgowego PPR. W 1944 został członkiem sztabu Krakowskiego Obwodu AL. 
Po wojnie rozpoczął pracę w aparacie bezpieczeństwa i brał udział w zwalczaniu podziemia niepodległościowego; pełnił m.in. funkcję naczelnika Komendantury Wojewódzkiego Urzędu Bezpieczeństwa Publicznego w Krakowie od 19 marca 1945 do 1 lipca 1947. Zmarł 7 lipca 1971  w Warszawie. Pochowany został na wojskowych Powązkach (kwatera C31-2-1). 

## Odznaczenia
- Order Krzyża Grunwaldu III klasy
- Krzyż Srebrny Order Virtuti Militari.